# El crucero Baleares
El crucero Baleares és una pel·lícula espanyola de temàtica bèl·lica rodada el 1941 pel director hispanomexicà Enrique del Campo Blanco i basada en l'enfonsament del creuer Baleares, vaixell insígnia de l'armada franquista que fou enfonsat el 1938 per l'armada republicana.

## Sinopsi
En la matinada del dia 6 de març de 1938, l'esquadra republicana comandada per l'almirall González Ubieta, ataca en aigües de Cartagena al creuer Baleares, que escortava un comboi amb destí a Palma. El creuer va rebre un impacte directe sota la línia de flotació i es va enfonsant, provocant la mort de 800 tripulants, entre ells l'almirall Vierna. Uns 435 tripulants van sobreviure gràcies a tres destructors britànics.

## Censura franquista
Inicialment es va ocupar de la seva producció Radio Films Española, qui va encarregar el projecte al director novell Enrique del Campo Blanco, però el 1941 se n'encarrega RKO Radio Pictures, amb la idea de poder competir amb el cinema alemany d'aleshores, segons Romà Gubern. El rodatge va acabar el març de 1941 amb exteriors a Vigo, Ferrol, Cadis, San Fernando i Cartagena.
La pel·lícula va ser exhibida després d'una passada privada el 10 d'abril de 1941 davant alts comandaments militars al Ministeri de Marina d'Espanya, però va ser prohibida per ordre del Subsecretari de Premsa i Propaganda. No es va donar cap explicació oficial, només se la va qualificar com a "contrària als interessos nacionals". L'Estat Major va ordenar la seva destrucció i no es va arribar a estrenar comercialment malgrat el seu anunci per al 12 d'abril de 1941, al cinema Avenida de Madrid. Actualment no resta cap còpia de la pel·lícula, i només se'n salvaren alguns fotogrames i fotografies de la promoció.